# Epiphanny Prince
Epiphanny Prince (Brooklyn, 11 gennaio 1988) è un'ex cestista statunitense naturalizzata russa, professionista nella WNBA.

## Carriera
È stata selezionata dalle Chicago Sky al primo giro del Draft WNBA 2010 (4ª scelta assoluta).
Con la Russia ha disputato tre edizioni dei Campionati europei (2013, 2015, 2017).

## Palmarès
- Campionato WNBA:

Seattle Storm: 2020
- All-WNBA Second Team (2015)
- WNBA All-Rookie First Team (2010)